# Teenage Dream
A Teenage Dream Katy Perry amerikai énekesnő harmadik stúdióalbuma, amely 2010. augusztus 24-én jelent meg a Capitol Records gondozásában. A Teenage Dream elsősorban poplemez, de tartalmaz diszkó, elektronikus, rock, funk, house, hi-nrg és hip-hop elemeket is; témái a fiatalkori szerelem, a bulizás, az önbizalom erősítése és a személyes fejlődés körül forognak. Perry társszerzője az albumnak, és számos producerrel dolgozott együtt, mint például Max Martin, Dr. Luke, Benny Blanco, Stargate és Greg Wells.
A California Gurls (Snoop Dogg közreműködésével), a Teenage Dream, a Firework, az E.T. és a Last Friday Night (T.G.I.F.) című dalokkal a Teenage Dream a második olyan album a történelemben (Michael Jackson 1987-es Bad című albuma után), amelynek öt kislemeze is első helyezést ért el az amerikai Billboard Hot 100-as listán; női előadók albumai között az első. Hatodik kislemeze, a The One That Got Away a harmadik helyen végzett a listán. Az album az első helyen debütált az amerikai Billboard 200-as listán, az első héten 192 000 példányban kelt el. Az albumot később az Amerikai Hanglemezgyártók Szövetsége (RIAA) gyémánt minősítéssel látta el, miután az album eladásai, a zeneszámok eladásai, valamint a on-demand audio- és videóstreamek együttesen átlépték a tízmillió albummal egyenértékű egységet. Az albumból 3,1 millió példányt adtak el az Egyesült Államokban, és három egymást követő évben a Billboard 200 év végi összesített listáján a Top 40-ben szerepelt. Az albumból 1,3 millió példányt adtak el az Egyesült Királyságban is, ahol a Brit Hanglemezgyártók Szövetségétől (BPI) hatszoros platina minősítést kapott.
Megjelenésekor a Teenage Dream vegyes kritikákat kapott a zenekritikusoktól, akik dicsérték a produkciót, a témákat és Perry énekesi képességeit, míg a kritika nagyrészt a figyelem és az összkép hiányára, valamint az album gyengeségére fókuszált. A retrospektív kritikák azonban dicsérték az albumot, és több évtized végi toplistán is helyet kapott. A Billboard a Teenage Dream-et „a megapop új aranykorának egyik meghatározó LP-jének” nevezte, a The A.V. Club pedig „pop-tökéletességnek” nevezte az albumot. Az album és kislemezei hét Grammy-jelölést hoztak Perrynek, köztük Az év albuma, A legjobb popalbum és Az év felvétele kategóriákban.
A 2011-es Juno Awards-on elnyerte Az év nemzetközi albumának járó díjat. Mind a hat fent említett kislemez, valamint a Teenage Dream: The Complete Confection című 2012-es újrakiadásáról származó két kislemez egyenként több mint kétmillió digitális letöltést ért el az Egyesült Államokban, amivel rekordot állított fel a digitális korszakban az egy albumról származó legtöbb többszörös platinalemezes kislemez tekintetében, megdöntve Fergie debütáló albumának, a The Dutchess-nek (2006) korábbi rekordját, amely öt többszörös platinalemezes dalt tartalmazott. Amikor az E.T. és a Teenage Dream gyémánt minősítést kapott az Amerikai Hanglemezgyártók Szövetsége (RIAA) által, Perry lett az első előadó, akinek négy gyémánt minősítésű kislemeze volt ugyanarról az albumról az országban, a másik kettő a Firework és a California Gurls volt. Az album népszerűsítésére Perry 2011 és 2012 között a California Dreams Tour elnevezésű turnéjával járta a világot.

## Háttér
Lemezének felvételei előtt Perry nyilatkozott a Rolling Stone-nak: "A második albumom nagyon fontos nekem, mert azt hiszem, megmutathatja, hogy én erre születtem, vagy csak szerencsém lett. Természetesen nem szeretném elidegeníteni a mostani közönségemet. Sokan úgy gondolják, hogy sikerük volt egy nagy dologgal, egy ötlettel, vagy számmal, ezután 180 fokos fordulatot véve egészen mást próbálnak ki - szerintem ez eléggé rossz lépés. Úgy érzem, hogy ebből kell táplálkozni és bár belekóstolhatunk másba, azért maradjunk az eredeti receptnél bizonyos formában. Pár ember úgy el van telve magától, hogy azt hiszi bármihez nyúl, arannyá változik, pedig egyetlen oka annak, hogy valaki híres az, hogy van aki rajong a zenéjéért, érdemes tehát figyelni arra, hogy ezek az emberek mit mondanak". Perry elmondta: "mindenképpen maradok a popnál. A Cardigans 'Lovefool'-ja találkozik Madonna 'Into the Groove'-jával, de egy kicsit több lesz a hús a csonton, a dalszöveget tekintve. Nemcsak az ütemről és a táncról beszélek, tényleg tartalmat akarok."
Az énekesnő 2009. október 13-án kezdte el felvenni albumát és megjegyezte: "van egy pár réteg amin át kell jutni, szerencsére Greg Wells itt van, hogy kihámozza a lényeget". Perry olyan neves művészekkel és producerekkel dolgozott együtt, mint Greg Wells, Guy Sigsworth, Dr. Luke, Max Martin, Ryan Tedder, Rivers Cuomo, Thaddis "Kuk" Harrell, Greg Kurstin, Benny Blanco, Darkchild, Cathy Dennis, Ester Dean, The-Dream és Christopher "Tricky" Stewart, aki a Rap-Up magazinnak elmondta, hogy a második album az elsőhöz hasonlóan szintén pop/rock jellegű lesz. Hozzátette: "Ez egy másféle dolog lesz nekem. Nagyon fontos projekt számomra, mert az emberek várják, hogy mit fogok csinálni."
Az albumot 2012. március 26-án újra kiadták, erre a változatra felkerült az akusztikus verziók és remixek mellett három új dal, melyek közül a Part of Me és a Wide Awake kislemezen is megjelent. A kétéves Teenage Dream korszak lezárása a Katy Perry: Part of Me című 3D-s mozifilm, amely 2012. július 5-én jelent meg az amerikai mozikban.

## Kidolgozás
A látvánnyal kapcsolatban Perry úgy érzi: "Shirley Temple és Betty Boop után Betty Paige jellegű, pop-art-szarkasztikus-vicces-Lichtenstein kép: még mindig fényes, de a színek telítettebbek, inkább fényes fukszia és lila, mint rágógumi rózsaszín."

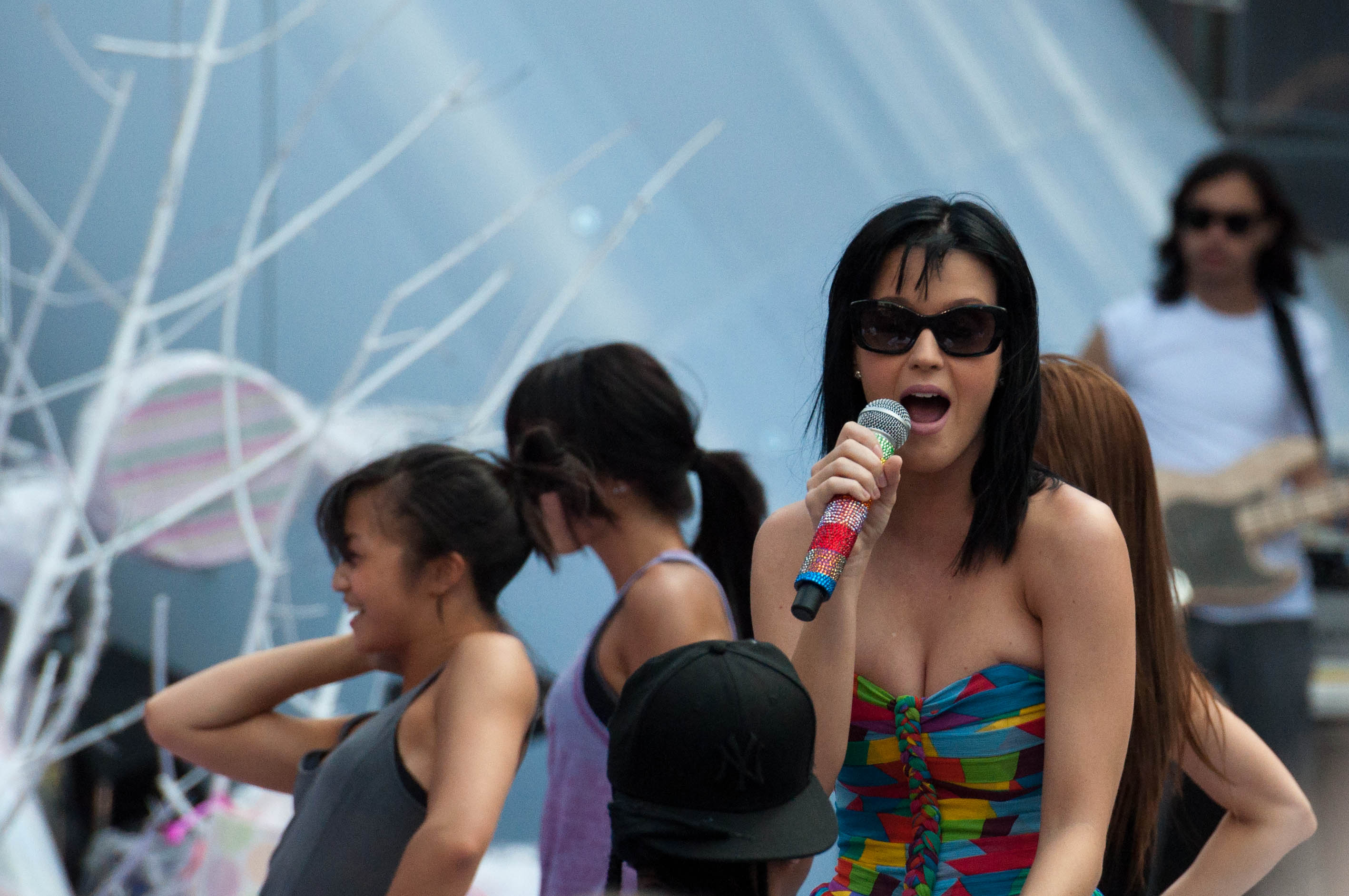
Perry népszerűsíti a "California Gurls"-t a 2010-es MuchMusic Video Awards-on

2010. március 27-én a 2010-es Kid's Choice Awards-on Perry az MTV News-nak nyilatkozva elmondta, hogy az album "nyáron várható. Ez egy nyári lemez". Hozzátette, hogy a korábbi elhintett megjegyzései továbbra is állnak a korongról. "Még mindig ugyanaz, mint amit eddig akartam." Továbbá: "várhatóan lesz néhány igazán király előadás néhány igazán király nyugati parti rappertől. Mármint érted, én egy kaliforniai lány vagyok. És hát lehet, néhány jóbarátom is megjelenik... Majd meglátjuk! Vicces lesz. Olyan album lesz, ami mindenki kedvenc bűnös élvezete." Az énekesnő elmondása szerint albumát az ABBA és a The Cardigans ihlették. Perry egy (ABBA és Cardigans) mixlemezt adott a producerének (Dr. Luke), így hangsúlyozva, hogy milyen jellegű hangzást szeretne. Hozzátette: "Amikor turnén voltam, akármennyire is tetszett, éreztem, hogy hiányzik a dalokból az ami igazán megmozgatja az emberek."
Egy Rolling Stone fotózás során 2010 áprilisában Perry elárult néhány részletet egy dalról, melynek a címe "California Gurls", állítólagos válaszként Jay-Z "Empire State of Mind" című dalára: "Tök jó, hogy az 'Empire State of Mind' ilyen nagy siker és hogy mindenkinek vagy egy New York dala, de a francba már... mi van Los Angeles-szel? És Kaliforniával? Alig egy pár perce van egy kaliforniai dalunk, ráadásul egy lány szemszögével." A kislemezen közreműködik a kaliforniai rapper Snoop Dogg. Az USA Today pozitívan nyilatkozott róla: "A 'California Gurls' mint potenciális kislemez Snoop Doggal, üdítően nyári dallam". Perry beszélt Max Martin-nal és Dr. Luke-kal közös munkájáról: "Velük dolgozni csodálatos közös erőfeszítés volt, együtt dolgoztam velük az első albumon is [One of the Boys] és egyértelműen velük akartam elkészíteni új lemezemet, ráadásul 2 helyett most 6 vagy 7 közös szerzeményünk is lett."
2010. április 30-án az énekesnő elmondta, hogy utolsó napjához érkezett a lemezfelvétel, valamint megköszönte producere (Greg Wells) munkáját. 2010. május 5-én fotózták Perry-t az album borítójához. 2010. július 21-én a hivatalos borító élő internetes kapcsolással jelent meg Will Cotton segítségével. 2010. július 23-án Perry hivatalos honlapján tette közzé a lemezen szereplő dalok listáját.

## Kislemezek
A "California Gurls" - melyen közreműködik a rapper Snoop Dogg - volt az első kislemez az albumról. A Capitol Records 2010. május 7-én küldte a dalt a rádióknak. Interneten 2010. május 11. óta tölthető le. A dal hat hétig vezette a Billboard Hot 100 listáját és közel 3 millió digitális példányban kelt el eddig. A legjobban eladott digitális szám 2010-ben.
A "Teenage Dream" a második kislemez az albumról. Erős ütemekkel Perry arról énekel, hogy egy fiú miatt újra tinédzsernek érzi magát. Amerikában 2010. július 22-én került a rádiókba. A dal a Billboard Hot 100 listán a huszadik helyen nyitott, azóta eljutott az első helyig.
A harmadik kislemez a "Firework". 2010. október 18-án jelent meg. A dalhoz tartozó kliphez az énekesnő Kelet-Európából és Kelet-Közép-Európából (Magyarországról) várja a jelentkezőket. A klip forgatása Magyarországon, Budapesten történt. Amerikában 4 hétig volt listavezető.
Az "E.T." a negyedik kislemez, 2011. február 16-án jelent meg. A számban közreműködik Kanye West is. A videóklip 2011. március 31-én jelent meg.
Az ötöd kislemez a "Last Friday Night (T.G.I.F.)", 2011. június 4-én jelent meg. A számot Katy barátaival írta egy közösen eltöltött péntek éjjelről. Azt nyilatkozta, hogy a dalszövegben szereplő dolgok közül minden megtörtént, kivéve a ménage á trois. A klip 2011. június 14-én jelent meg, megjelenik benne több híresség is, köztük Rebecca Black, Kenny G, Darren Criss. A remix verzió 2011. augusztus 8-án jelent meg, Missy Elliott amerikai énekes/rapper közreműködésével. 2011. augusztus 2-án a "Last Friday Night" számmal Katy Perry történelmet írt, első női előadóként 5 első helyezett kislemezzel 1 albumról a Billboard Hot 100 listán. Így elnyerte a Spotlight-díjat, ami előtte csak Michael Jacksonnak sikerült.
A hatodik kislemez a "The One That Got Away", 2011. október 4-én került az amerikai rádiókba. Ezzel a kislemezzel a Teenage Dream bekerült a 7 amerikai album közé, amelyeken legalább 6 Top 10-es kislemez van.

### Promocionális kislemezek
Az album megjelenése előtt három promocionális kislemez jelent meg az iTunes Store-ban, mintegy visszaszámlálásként. A "Not Like the Movies" 2010. augusztus 3-án jelent meg és a Billboard Hot 100 lista 53-ik helyén debütált, mielőtt lekerült a listáról a következő héten. A "Circle the Drain" 2010. augusztus 10-én jelent meg és a Billboard Hot 100 lista 58-ik helyén nyitott. "E.T." 2010. augusztus 17-én jelent meg és a Billboard Hot 100 lista 42-ik helyén mutatkozott be.

## Népszerűsítés

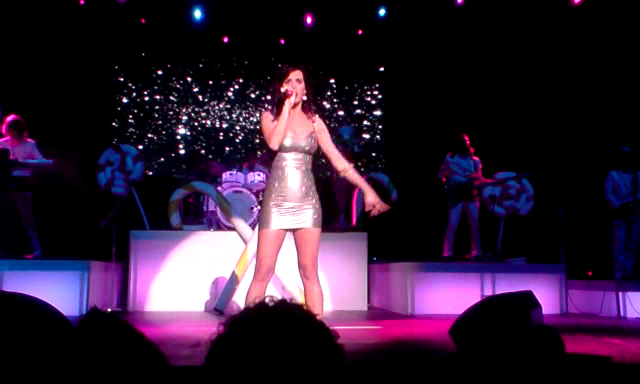
Katy Perry az E.T. előadása közben a Papp László Budapest Sportarénában.

Katy Perry az album népszerűsítésére három koncertet adott Európában: 2010. október 1-jén Magyarországon (Budapesten), október 5-én Lengyelországban (Varsóban), október 6-án pedig Ausztriában (Bécsben). Az előadásokat az album első kislemezének, a California Gurls-nek videóklipjére jellemző díszletvilág jellemezte: óriási színes nyalókák, jégkrémek, fagylaltok és eprek díszítették a színpadot. Katy Perry budapesti koncertjén egy ezüst színű miniben énekelt, Peacock című száma előadása alatt pedig hatalmas, világító pávatollazatot öltött a sötétbe borult színpadon. A show végén konfettieső hullt a közönségre.
Katy Perry weboldalán 2010. október 11-én bejelentésre került a California Dreams Tour című világ körüli turné, amely 2011. február 20-án, a portugáliai Lisszabonban vette kezdetét.

## Dallista
|     | Cím                                        | Szerző(k)                                                | Producer(ek)                       | Hossz |
| --- | ------------------------------------------ | -------------------------------------------------------- | ---------------------------------- | ----- |
| 1.  | Teenage Dream                              | Lukasz Gottwald, Max Martin, Bonnie McKee, Benny Blanco  | Dr. Luke, Max Martin, Benny Blanco | 3:47  |
| 2.  | Last Friday Night (T.G.I.F.)               | Gottwald, McKee, Martin                                  | Dr. Luke, Max Martin               | 3:50  |
| 3.  | California Gurls (közreműködik Snoop Dogg) | Calvin Broadus, Gottwald, Martin, McKee, Levin           | Dr. Luke, Max Martin, Benny Blanco | 3:54  |
| 4.  | Firework                                   | Tor Hermansen, Mikkel Eriksen, Sandy Wilhelm, Ester Dean | Stargate                           | 3:47  |
| 5.  | Peacock                                    | Hermansen, Eriksen, Dean                                 | Stargate                           | 3:51  |
| 6.  | Circle the Drain                           | Christopher Stewart, Monte Neuble                        | Tricky Stewart                     | 4:32  |
| 7.  | The One That Got Away                      | Martin, Gottwald                                         | Dr. Luke, Max Martin               | 3:47  |
| 8.  | E.T.                                       | Martin, Gottwald, Joshua Coleman                         | Dr. Luke, Max Martin               | 3:26  |
| 9.  | Who Am I Living For?                       | Stewart, Neuble, Brian Thomas                            | Tricky Stewart                     | 4:08  |
| 10. | Pearl                                      | Stewart, Greg Wells                                      | Greg Wells                         | 4:07  |
| 11. | Hummingbird Heartbeat                      | Stewart, Neuble, Stacy Barthe                            | Tricky Stewart                     | 3:32  |
| 12. | Not Like the Movies                        | Wells                                                    | Greg Wells                         | 4:01  |

| 13. | California Gurls (Passion Pit Main Mix) (közreműködik Snoop Dogg) | Broadus, Gottwald, Martin, McKee, Blanco | Dr. Luke, Max Martin, Benny Blanco | 4:11 |
| 14. | California Gurls (MSTRKRFT Main Mix) (közreműködik Snoop Dogg)    | Broadus, Gottwald, Martin, McKee, Blanco | Dr. Luke, Max Martin, Benny Blanco | 3:59 |
| 15. | Teenage Dream (Kaskade Club Remix)                                | Gottwald, Martin, McKee, Blanco          | Dr. Luke, Max Martin, Benny Blanco | 6:27 |
| 16. | Peacock (Cory Enemy & Mia Moretti Vocal Club Mix)                 | Broadus, Gottwald, Martin, McKee, Blanco | Dr. Luke, Max Martin, Benny Blanco | 5:32 |
| 17. | Teenage Dream (videóklip)                                         |                                          |                                    | 3:49 |
| 18. | California Gurls (videóklip)                                      |                                          |                                    | 3:56 |

| 1. | If We Ever Meet Again (Timbaland-del)                                | Jim Beanz, Timothy Mosley, Michael Busbee | Jim Beanz, Timbaland               | 4:23 |
| 2. | Starstrukk (a 3OH!3-vel)                                             | Sean Foreman, Nathaniel Motte             | Matt Squire                        | 3:22 |
| 3. | California Gurls (Passion Pit Main Mix) (közreműködik Snoop Dogg)    | Broadus, Gottwald, Martin, McKee, Blanco  | Dr. Luke, Max Martin, Benny Blanco | 4:11 |
| 4. | California Gurls (Armand Van Helden remix) (közreműködik Snoop Dogg) | Broadus, Gottwald, Martin, McKee, Blanco  | Dr. Luke, Max Martin, Benny Blanco | 5:48 |
| 5. | Teenage Dream (Kaskade Club Mix)                                     | Gottwald, Martin, McKee, Blanco           | Dr. Luke, Max Martin, Benny Blanco | 6:28 |

## Megjelenés
| Régió         | Dátum               | Kiadó           |
| ------------- | ------------------- | --------------- |
| Észak-Amerika | 2010. augusztus 24. | Capitol Records |
| Világszerte   | 2010. augusztus 30. | EMI             |

## Fordítás
- Ez a szócikk részben vagy egészben  a   Teenage Dream (Katy Perry album) című angol Wikipédia-szócikk fordításán alapul.  Az eredeti cikk szerkesztőit annak laptörténete sorolja fel. Ez a jelzés csupán a megfogalmazás eredetét és a szerzői jogokat jelzi, nem szolgál a cikkben szereplő információk forrásmegjelöléseként.